# Henricia densispina
Henricia densispina is een zeester uit de familie Echinasteridae.
De wetenschappelijke naam van de soort werd in 1878 gepubliceerd door Percy Sladen.